# Struckia zerovii
Struckia zerovii är en bladmossart som beskrevs av Lars Hedenäs 1996. Struckia zerovii ingår i släktet Struckia och familjen Sematophyllaceae. Inga underarter finns listade i Catalogue of Life.